# 응우옌푹미엔반
응우옌푹미엔반(베트남어: Nguyễn Phúc Miên Vãn / 阮福綿𡩄 완복면만, 1832년 9월 28일 ~ 1895년 9월 1일)은 응우옌 왕조의 황족이다. 민망 황제의 59번째 아들로, 생모는 귀인 (貴人) 도티떰 (杜氏心)이다.

## 생애
민망 13년 음력 9월 5일(1832년 9월 28일), 후에 황성에서 출생하였다. 어릴 적에 학문을 좋아하였다.
뜨득 5년(1852년) 음력 2월, 금강군공(베트남어: Cẩm Giang Quận Công / 錦江郡公)으로 봉해졌다.
타인타이 7년 음력 7월 13일(1895년 9월 1일), 사망하니 향년 64세였다. 시호를 공량(恭亮)이라 하였고, 트어티엔부 흐엉투이현 끄찐총(居正總) 빈안읍(平安邑)에 장사지냈다. 흐엉짜현 푸쑤언총(富春總) 동찌따읍(東池左邑)에 사당을 세우고 제사를 지냈다.

## 자녀
응우옌푹미엔반은 아들 10명과 딸 12명을 두었다. 후예들은 치(齒) 자부(字部)를 하사받고 그에 따라 이름을 지었다.

### 아들
- 넷째 응우옌푹홍핫(阮福洪𪗾)[4] - 응우옌푹미엔반의 형인 신평군공(新平郡公) 응우옌푹미엔퐁의 양자로 입양되어 응우옌푹홍껏(阮福洪鞊)으로 개명하였고, 기외후(畿外侯)를 습봉하였다.

## 참고 문헌
- 《완복족세보(阮福族世譜)》
- 《대남식록》정편(正編) 열전(列傳) 2집(二集) 권7(卷七)